# Karl Wendlinger
Karl Wendlinger és un pilot de curses austríac que va arribar a disputar curses de Fórmula 1.
Va néixer el 20 de desembre del 1968 a Kufstein, Àustria.
Karl Wendlinger va debutar a la quinzena cursa de la temporada 1991 (la 42a temporada de la història) del campionat del món de la Fórmula 1, disputant el 20 d'octubre del 1991 el G.P. del Japó al circuit de Suzuka.
Va participar en un total de quaranta-dues curses puntuables pel campionat de la F1, disputades en cinc temporades consecutives (temporada 1991 - temp. 1995), aconseguint una quarta posició com millor classificació en una cursa (en diverses ocasions) i assolí un total de catorze punts vàlids pel campionat del món de pilots.

## Resultats a la Fórmula 1
| Any  | Equip                | Xassís              | Motor    | 1       | 2       | 3       | 4       | 5       | 6       | 7     | 8       | 9       | 10     | 11      | 12      | 13     | 14      | 15      | 16     | 17      | Posició | Punts |
| ---- | -------------------- | ------------------- | -------- | ------- | ------- | ------- | ------- | ------- | ------- | ----- | ------- | ------- | ------ | ------- | ------- | ------ | ------- | ------- | ------ | ------- | ------- | ----- |
| 1991 | Leyton House         | Leyton House Racing | Ilmor    | USA     | BRA     | SMR     | MON     | CAN     | MEX     | FRA   | GB      | ALE     | HON    | BEL     | ITA     | POR    | ESP     | JAP Ret | AUS 20 |         | -       | 0     |
| 1992 | March F1             | March               | Ilmor    | SUD Ret | MEX Ret | BRA Ret | ESP 8   | SMR 12  | MON Ret | CAN 4 | FRA Ret | GBR Ret | ALE 16 | HUN Ret | BEL 11  | ITA 10 | POR Ret | JAP     | AUS    |         | 12è     | 3     |
| 1993 | Sauber               | Sauber              | Sauber   | SUD Ret | BRA Ret | EUR Ret | SMR Ret | ESP Ret | MON 13  | CAN 6 | FRA Ret | GBR Ret | ALE 9  | HUN 6   | BEL Ret | ITA 4  | POR 5   | JAP Ret | AUS 15 |         | 12è     | 7     |
| 1994 | Sauber Mercedes      | Sauber              | Mercedes | BRA 6   | PAC Ret | SMR 4   | MON NVS | ESP     | CAN     | FRA   | GBR     | ALE     | HON    | BEL     | ITA     | POR    | EUR     | JAP     | AUS    |         | 19è     | 4     |
| 1995 | Red Bull Sauber Ford | Sauber              | Ford     | BRA Ret | ARG Ret | SMR Ret | ESP 13  | MON     | CAN     | FRA   | GBR     | ALE     | HON    | BEL     | ITA     | POR    | EUR     | PAC     | JAP 10 | AUS Ret | -       | 0     |

### Resum
| Curses: | Victòries: | Pòdiums: | Poles: | Voltes ràpides: | Punts: |
| ------- | ---------- | -------- | ------ | --------------- | ------ |
| 42 (41) | 0          | 0        | 0      | 0               | 14     |